# Air Nippon

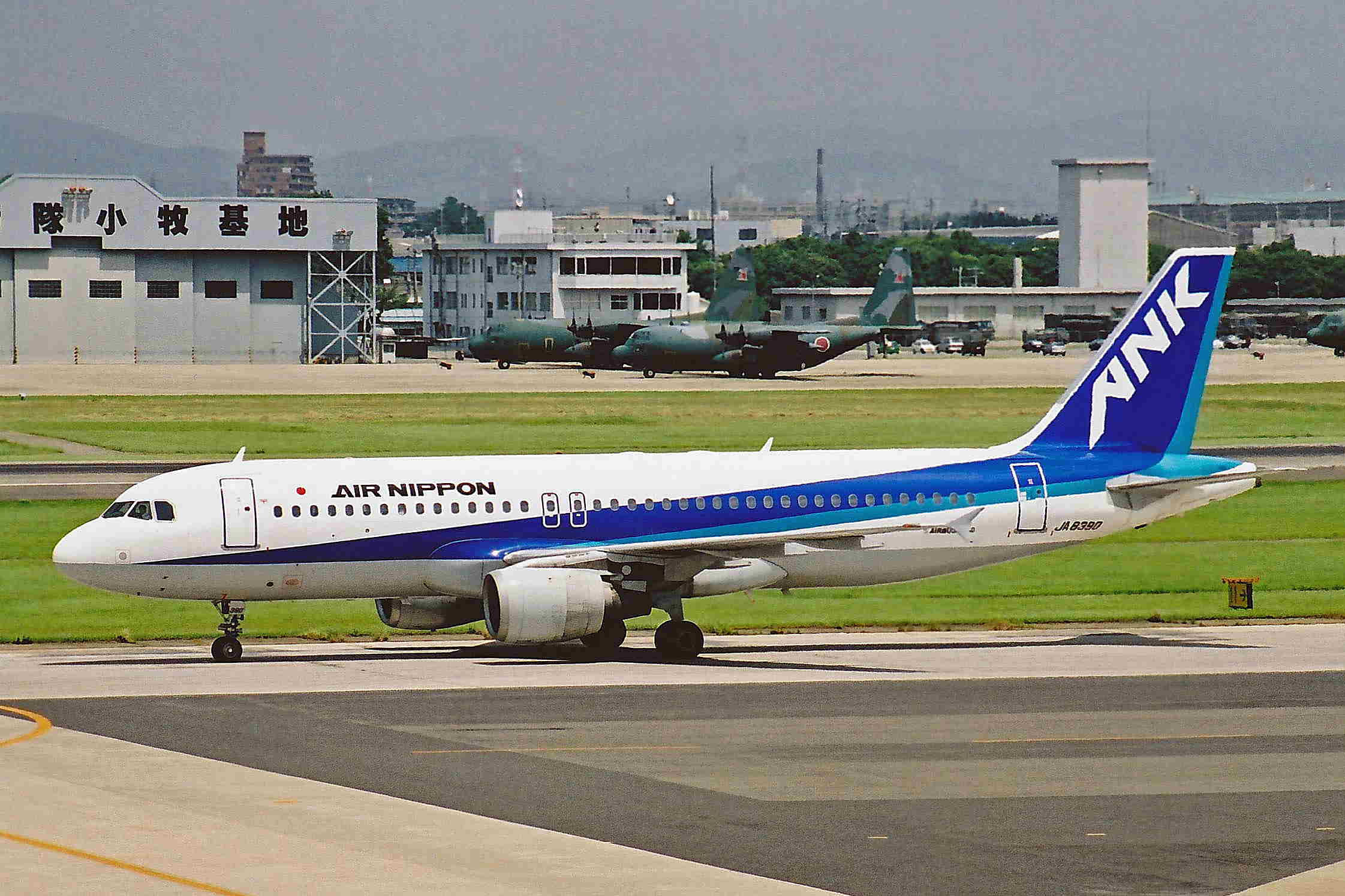
Airbus A320 da Air Nippon.

Air Nippon foi uma empresa formada em 1974, do Japão que encerrou suas atividades em 1 de abril de 2012 quando foi incorporada à All Nippon Airways. 